# Casa de te
|  | No s'ha de confondre amb saló de te, un establiment public de restauració on es serveix te i rebosteria.. |

Una casa de te o cambra de te és un local de decoració senzilla sobre els quals es pren relaxadament te. Al context cultural oriental, les cases de te tenen el seu origen en un costum japones de la cerimònia del te, en japonès Cha-no-yu. Al moviment de entusiasme per a la cultura oriental i les chinoiseries des del barroc la moda de construir un petit pavelló de te es va difondre al disseny de jardineria dels casals nobles, aficionats de capritxos arquitecturals.

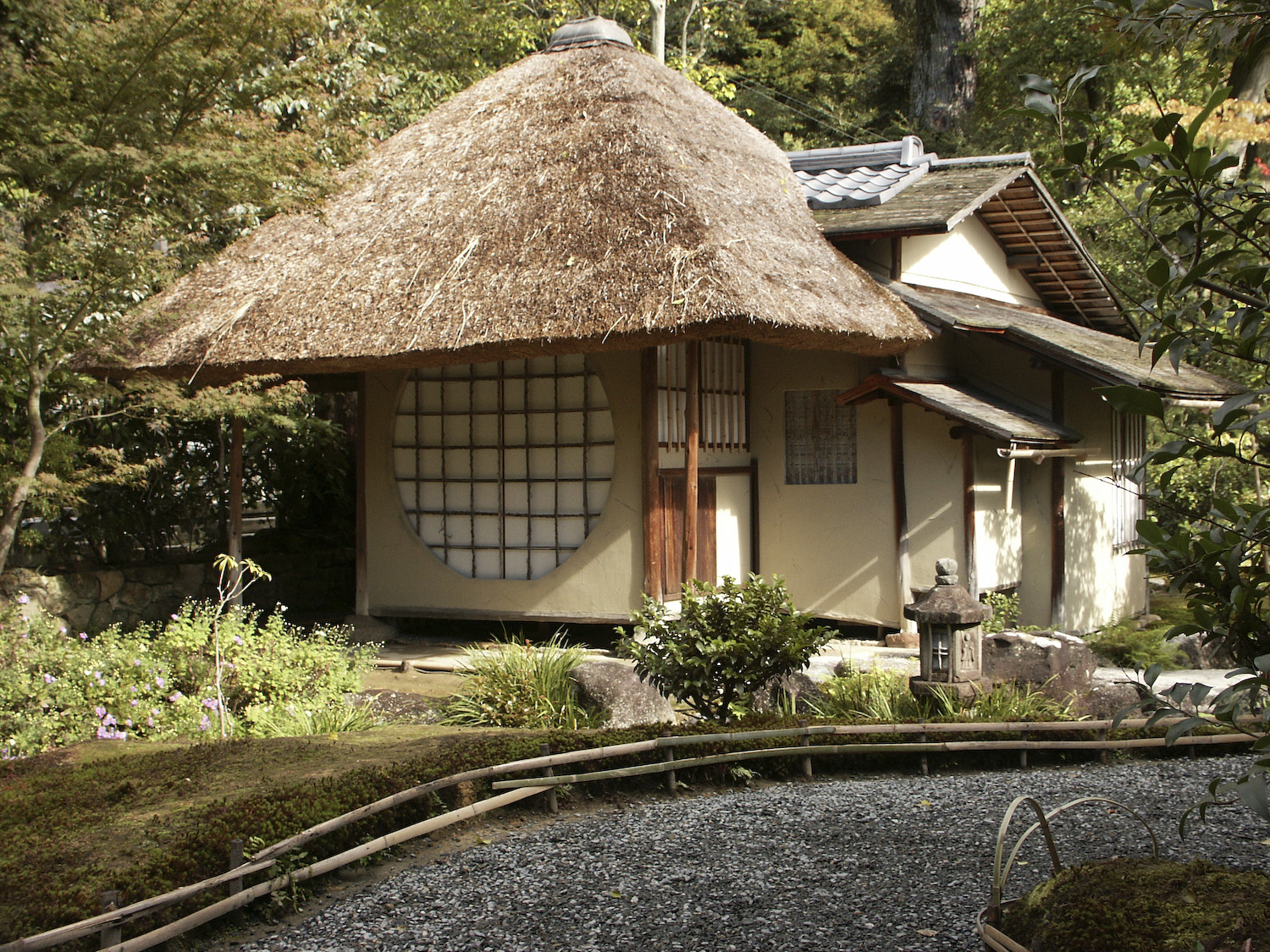
Ihōan en Kōdai-ji a Kioto

Es tracta d'una tradició que es va originar al segle xiii, quan els samurais japonesos van començar a prendre matxa, un tipus de te verd que s'extreia de la planta del te negre. Per conèixer els orígens i la història de les cases del te hem de conèixer la tradició japonesa del Cha–no–yu o cerimònia del te. És en el context d'aquesta solemne cerimònia que es pot entendre l'origen de les cases de te.

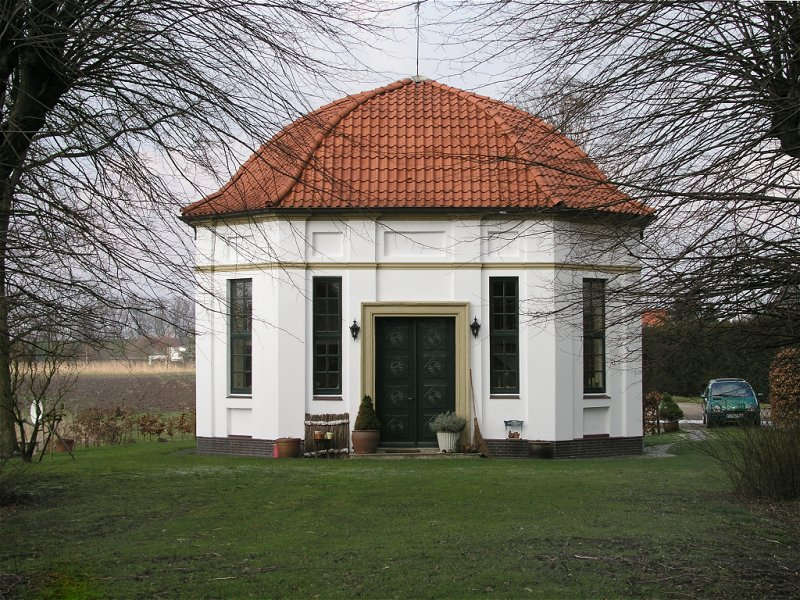
Interpretació europea d'una casa de te a Seestermühe (Slesvig-Holstein)

És un edifici generalment situat enmig d'un jardí. Abans d'arribar a la cabanya del té, l'hoste passa primer al rebedor dins de la casa on es pot rentar i canviar de vestit. Després passa pel jardí i arriba a l'espai de neteja simbòlica a una pica amb aigua corrent i a la zona d'espera sota una coberta oberta on s'admira el jardí i s'espera els altres. Quan el mestre de cerimònia ha acabat la preparació, convida tots a entrar al chashitsu, la cabanya de te en sentit estricte, l'única cambra, excepte un local per guardar els prop de cinquanta estris utilitzats en el ritual. La cabanya està fabricada amb materials naturals, amb un sostre baix, de tal manera que les persones que participin en la cerimònia hagin d'entrar de genolls, oblidant-se així del seu orgull i impregnant d'humilitat. Per entrar a la casa, els convidats han de descalçar-se i posar-se els envans, uns mitjons blancs. Les cases de te solen estar adornades amb flors naturals, les quals varien en funció de l'estació de l'any, els anomenats xabana. A més d'aquests, l'alcova (tokonaba) està adornada amb un rotllo, que penja a la paret. Aquest pot ser de cal·ligrafia o una pintura.
En la tradició japonesa de casa de te (茶室, chashitsu que significa «caseta de te») és una petita cabanya dissenyada per acollir la cerimònia del te, amb ànim de satisfacció estètica i intel·lectual. El seu propòsit és purificar i relaxar la consciència a través de la fusió amb la naturalesa. No tenen res a veure amb els salons de té xa-ya o a la Xina, (茶馆 cháguăn o 茶屋 cháwū) molt similars als bars i cafès d'Europa.